# Сан-Микеле-Салентино
Сан-Микеле-Салентино (итал. San Michele Salentino) — коммуна в Италии, располагается в регионе Апулия, в провинции Бриндизи.
Население составляет 6246 человек (2008 г.), плотность населения составляет 240 чел./км². Занимает площадь 26 км². Почтовый индекс — 72018. Телефонный код — 0831.
Покровителем коммуны почитается Архангел Михаил, празднование 8 мая.

## Демография
Динамика населения:

## Администрация коммуны
- Официальный сайт: http://www.comune.sanmichelesal.br.it/